# Centro Cultural Gómez-Tortosa
El centro Cultural Gómez-Tortosa está situado en la calle Major número 6 de Novelda (Alicante), Comunidad Valenciana. Es un edificio residencial de estilo modernista valenciano construido en el año 1902, que fue proyectado por el arquitecto Pedro Cerdán.

## Edificio
Fue construido a instancias de Antonia Navarro Mira en 1902, como vivienda para su hija y el marido de ella, el conde Antonio Gómez-Tortosa. Es obra del arquitecto murciano Pedro Cerdán que lo finalizó en el año 1902.
Consta de planta baja y dos alturas. El edificio posee varias fachadas recayentes a la calle Major y a la calle Sirera y Dara. La edificación sigue la estructura de un pequeño palacio. Destacan en su interior, el recibidor y el patio interior con columnas de piedra de Novelda, los esgrafiados en los techos y los suelos originales de baldosa hidráulica. Igualmente reseñable es el comedor con pinturas murales con diferentes escenas y la capilla que conserva las vidrieras originales.
En 1995 el edificio pasa a ser de titularidad municipal tras la donación realizada por Luisa Gómez-Tortosa Navarro, y actualmente en él se encuentra el Centro Cultural Gómez-Tortosa, la oficina de turismo de Novelda, la biblioteca municipal y el archivo histórico de Novelda.